# Praslavenski naglasni tipovi
Praslavenski naglasni tipovi ili praslavenske naglasne paradigme su rekonstruirane kategorije mjesta naglasaka u praslavenskom jeziku. U slavistiku ih je uveo Christian Stang 1957. godine. Tradicijski se označavaju malim slovima a, b i c. Njihovi ostvaraji u pojedinim slavenskim jezicima označavaju se velikim slovima A, B, C. Stang je temeljio svoju rekonstrukciju na imenicama i pridjevima, a Dybo je poslije proširio rekonstrukciju na praslavenske glagole.

## Naglasni tipovi
Naglasni tip a u kojem riječi imaju nepomičan naglasak na jednom od slogova korijena riječi. Ako je korijen jednosložan, slog će biti naglašen akutom. Ako je korijen višesložan, može biti naglašen akutom ili kratkim naglaskom na e ili o ( iz Dybovog zakona) ili neoakutom (iz Dybovog zakona kojeg slijedi Ivšićev zakon). Primjeri: *bàba, akuzativ *bàbǫ; *gàdъ, genitiv *gàda; *kopỳto, genitiv *kopỳta
Naglasni tip b u kojem riječi imaju ili neoakut na zadnjem slogu korijena, npr. *bòbъ, *võrtīte ili bilo koji naglasak na prvom slogu nastavnka, npr. *trāva̍, *nosi̋ti.
Naglasni tip c u kojem riječi imaju pomičan, slobodan naglasak. Npr. *rǭka̍, akuzativ *rǫ̑kǫ, instrumental "*rǫka̋mi"